# Шац, Михаил Григорьевич
Михаи́л Григо́рьевич Шац (род. 7 июня 1965, Ленинград, СССР) — советский и российский телеведущий, шоумен, юморист, стендап-комик, актёр театра, кино и дубляжа, общественный деятель, ютубер. Двукратный лауреат премии «ТЭФИ» в номинации «Лучшая развлекательная программа» (2003) и «Лучший ведущий развлекательной программы» (2006). Член Академии российского телевидения с 2007 года. Автор YouTube-канала «ШАЦ».
Шац получил известность в конце 1990-х годов как ведущий юмористического шоу «О.С.П.-студия», создатель и актёр комедийного сериала «33 квадратных метра» и ряда его продолжений. С 2004 по 2012 год работал на телеканале «СТС», где был автором и ведущим шоу «Хорошие шутки», с 2010 года — продюсер спецпроектов канала. В октябре 2012 года был избран в Координационный совет российской оппозиции. С 2018 года выступает в качестве стендап-комика.

## Биография

### Ранние годы
Родился 7 июня 1965 года в Ленинграде в еврейской семье. Отец — Григорий Соломонович Шац, военнослужащий, офицер ВВС, затем — преподаватель; мать — Сарра Брониславовна Милявская, врач-педиатр. Бабушка и дедушка со стороны отца погибли во время блокады Ленинграда. Отца, Григория Соломоновича, вывезли по «Дороге жизни». Он стал военнослужащим, и, когда его командировали на службу в Казахстан, познакомился со своей будущей супругой, сосланной туда в связи с «Делом врачей», развернувшимся в 1950-е годы. Поскольку отец Михаила был военным, его часто переводили из одного места службы в другое, однако впоследствии семья всё-таки окончательно осела в Ленинграде.
В детстве Михаил хотел быть таксистом, потом тренером футбольной команды «Зенит». В юношеские годы серьёзно увлекался боксом.

### Образование
С 1972 по 1982 год обучался в школе № 185 Ленинграда. По окончании школы поступил на лечебный факультет Первого Ленинградского медицинского института, где получил специальность «анестезиолог-реаниматолог». Там же окончил ординатуру. 

### Карьера
По окончании обучения в 1989 году проработал по специальности шесть лет. Тогда же, в институте начал участвовать в капустниках Первого меда, затем увлёкся игрой КВН.
В 1987—1988 годах — участник команды Первого медицинского института (1 ЛМИ), ФИНЭК. В 1991—1994 годах — участник сборной КВН СНГ. 
Переехав в Москву в середине 1990-х, пытался устроиться по своей медицинской специальности — врачом анестезиологом-реаниматологом, параллельно придумывая с коллегами по КВН проект новой юмористический передачи — «О.С.П.-студии». В этот период проработал два года торговым представителем в компании Johnson & Johnson.
С 1995 по 2001 год работал на канале «ТВ-6 Москва». В 1995—1996 годах принимал участие в работе над развлекательной телепередачей «Раз в неделю».
С 1996 по 2004 год совместно с Татьяной Лазаревой, Павлом Кабановым, Сергеем Белоголовцевым, Андреем Бочаровым принимал участие в работе над юмористической программой «О. С. П.-Студия», выходившей на телеканалах «ТВ-6 Москва» и СТС, в короткое время ставшей очень популярной. Являлся руководителем и ведущим «О. С. П.-Студии» в 2002—2004 годах. В 1996 году принял решение окончательно оставить врачебную карьеру и заняться работой на телевидении.
С 1996 по 1998 год и с 2002 по 2003 год — участник спортивно-юмористической программы «Назло рекордам!?» («ТВ-6 Москва», с 2002 года — 7ТВ). Исполнял роли футбольного болельщика Мишгана, спортивного доктора Шанса, тренера футбольной команды.
В 1997 году и 1999—2000 годах снимался в юмористическом телевизионном сериале «33 квадратных метра».
В 1999—2001 годах — актёр и ведущий («Пан Ведущий») проекта «О. С. П.-студии» «Кабачок ОСП-стулья» (юмористическая эстрадная программа по мотивам «Кабачка „13 стульев“»; вышло 15 выпусков на канале «ТВ-6 Москва»).
В 1999—2000 годах — участник юмористического музыкального проекта «О. С. Песня-1999» и «О. С. Песня-2000» («ТВ-6 Москва»).
В 2000 году снялся в пародийном музыкальном телевизионном 90-минутном фильме «О. С. П.-Студии» «Сестра-3» («ТВ-6 Москва»).
С 2004 по 2012 год — ведущий программы «Хорошие шутки» (СТС) совместно с Татьяной Лазаревой и Александром Пушным.
С 2006 по 2010 год — ведущий юмористического импровизационного шоу «Слава Богу, ты пришёл!» (СТС, повторы на ДТВ).
В 2007 году — ведущий программы «Больше хороших шуток» (СТС) совместно с Татьяной Лазаревой и Александром Пушным.
В 2009 году (с 14 апреля по 4 июня 2009 года) — ведущий ежедневной информационно-юмористической программы «Песня дня» (СТС) совместно с Татьяной Лазаревой и Александром Пушным.
В 2010 году был назначен на должность продюсера спецпроектов телеканала СТС. С 19 ноября 2010 по 24 апреля 2011 года был ведущим юмористического импровизационного интерактивного шоу «Случайные связи» на этом канале.
В начале 2011 года начал работу над новым тревел-шоу с рабочим названием «Из России с детьми», по задумке которого совместно с супругой и тремя детьми путешествовал по российской глубинке, а также по зарубежью. Было отснято несколько выпусков, но в эфир программа не вышла.
В апреле 2011 года — продюсер русской версии музыкально-развлекательного шоу «Спой!» (СТС).
С июня 2011 по февраль 2012 года — ведущий совместно с Татьяной Лазаревой игрового шоу «Моя семья против всех».
В июле 2011 года — продюсер комедийного реалити-шоу с рабочим названием «Знакомство с родителями» (СТС). По инициативе руководства СТС работа над шоу была прекращена, его выпуски транслировались с 16 июня по 4 августа 2012 года под названием «Знакомься, это мои родители!».
С 13 января по 30 марта 2012 года вместе с Лазаревой состоял в постоянной команде соперников в развлекательном шоу «Тільки один» на телеканале «Украина».
28 декабря 2012 года стало известно, что руководство телеканала СТС не продлило контракт с Шацем на следующий год. Ранее Шац и Татьяна Лазарева публично называли непродление контракта «увольнением по политическим причинам».
С августа по декабрь 2013 года Шац вместе с Василием Уткиным и Антоном Орехом вёл «Голеностоп-шоу» на канале «Наш футбол».
В 2014 году провёл «Олимпийский канал» из Сочи в паре с Яной Батыршиной на каналах «Спорт Плюс» и «HD Спорт».
С октября 2014 по февраль 2015 года вёл программу «Игры с „Олимпом“» на телеканале «НТВ-Плюс Футбол 1».
С 27 мая по 6 августа 2017 года вместе с Алисой Шабановой вёл кулинарную программу «Здорово есть!» на канале «Кухня ТВ».
С 2018 года выступает в качестве стендап-комика как сольно, так и совместно с Антоном Борисовым в программе «Шац и мат», Алексеем Квашонкиным и Гариком Оганисяном. Активно сотрудничает с творческим объединением «Стендап-клуб № 1» (проект «Шоу историй»). В шутку позиционирует себя как «самый возрастной стендап-комик России».
В марте 2019 года стало известно, что Шац возвращается на СТС. Он стал ведущим развлекательной программы «Дело было вечером» — аналога «Hollywood Game Night», вышедшего 25 мая.

### Эмиграция
Покинул Россию в марте 2022 года в связи с началом вторжения России на Украину, теперь[когда?] проживает в Израиле, гражданство которого оформил в 2016 году. 2 сентября 2022 года Минюст РФ внёс Шаца в реестр СМИ — «иностранных агентов».

## Творчество

### Фильмография
- 1997 — 2004 — 33 квадратных метра — Михаил Григорьевич, сосед и другие персонажи
- 2004 — Моя прекрасная няня — психотерапевт (49 серия)
- 2008 — Очень русский детектив — криминалист
- 2013 — Чапаев-Чапаев — Поликарп Шторм[31]
- 2019 — Камбэк (короткометражный) — продюсер

### Дубляж
- 2007 — Би Муви: Медовый заговор — Барри Бенсон[32]
- 2009 — Облачно, возможны осадки в виде фрикаделек — Тим Локвуд, отец Флинта[33]
- 2012 — Монстры на каникулах — Франкенштейн[34]
- 2015 — Прогулка — Барри Гринхаус (роль Стива Валентайна)[35]
- 2019 — Семейный брак — Том (также закадровый перевод студии «Кириллица» для КиноПоиск, роль Криса О’Дауда)[36]

### Театр
В 2008 году совместно с Людмилой Гурченко, Юозасом Будрайтисом, Регимантасом Адомайтисом дебютировал в спектакле «Паб» режиссёров Олега и Владимира Пресняковых в роли премьер-министра Великобритании Тони Блэра. Тогда многие критики крайне негативно отозвались о спектакле, даже учитывая весь его звёздный состав.

### Интернет
С 24 мая по 24 декабря 2013 года вместе с женой вёл сатирическое шоу на политические темы «Телевидение на коленке», которое имело оппозиционную направленность и выкладывалось на видеохостинге YouTube. Проект был завершён по желанию Шаца и Лазаревой, а также из-за отсутствия финансирования.
С 25 августа по 9 сентября 2017 года вёл программу «Кликбейт-шоу» в социальной сети «ВКонтакте» вместе с видеоблогером Данилой Поперечным.
С 12 августа по 14 декабря 2019 года был модератором юмористического YouTube-шоу «Вечерний кто-то», производившегося агентством «Why Not?!».
В 2019 году стал гостем передачи «Что было дальше?».
В 2020 году принял участие в 7-м выпуске передачи «Самый умный комик».
21 июля 2021 на канале OUTSIDE STAND UP вышел сольный stand up концерт «Михаил Шац „ВИНТАЖНЫЙ“ 2021».
В августе 2021 года вместе с дочерью Софьей запустил подкаст «Папа, закрой дверь», в котором они ведут разговоры о взаимоотношениях поколений. В сентябре того же года запустил свой канал на YouTube под названием «ШАЦ», на котором выходит шоу «А что ваааще происходит!?».

### Реклама
Осенью 2009 года принял участие в серии рекламных роликов стиральных машин компании «Samsung», в одном из которых снялся журналист и блогер Анатолий Вассерман.
Совместно с Татьяной Лазаревой в 2013—2014 годах являлся лицом торговой марки фильтров для воды «Барьер».
Вместе с Татьяной Лазаревой снялся в ролике, посвящённом 25-летию торговой сети «Перекрёсток» (2020).

## Общественная деятельность
Совместно с Татьяной Лазаревой поддерживал деятельность благотворительного фонда «Созидание», который оказывает помощь детским домам, домам ребёнка, приютам и интернатам, больницам, а также детям, находящимся на лечении в клиниках.
Шац и Лазарева поддерживали деятельность благотворительного фонда «Даунсайд Ап» и активно участвовали в мероприятиях фонда, посвящённых изменению отношения общества к детям с синдромом Дауна.
К протестному движению присоединился в декабре 2011 года. Участвовал в выборах в Координационный Совет российской оппозиции, занял восьмое место в общегражданском списке.
В марте 2013 года записал для проекта «Против гомофобии» видеообращение в поддержку ЛГБТ-сообщества, в котором выступил против закона о запрете пропаганды гомосексуализма.
Был членом общественного совета Российского еврейского конгресса.

## Семья
В течение 25 лет был женат на Татьяне Лазаревой. Познакомились на фестивале КВН в Сочи в январе 1991 года. Дата заключения брака — 17 июля 1998 года. В декабре 2022 в сети Интернет ходили слухи о расставании с Лазаревой и разводе. 25 января 2024 года Татьяна Лазарева в своём блоге официально сообщила о разводе.
Дети: Степан (род. 1995) (сын Лазаревой вне брака), Софья (род. 1998), Антонина (род. 2006).

## Награды
Обладатель приза конкурса «Брак-2007» в номинации «За выдержку».
Обладатель «ТЭФИ-2003» в номинации «Лучшая развлекательная программа» и «ТЭФИ-2006» в номинации «Лучший ведущий развлекательной программы».

## Увлечения
Болельщик футбольного клуба «Зенит», вёл блог на официальном сайте клуба. Однако, в 1990-х годах причислял себя к болельщикам московского «Спартака». Свободно владеет английским языком.